# Đội tuyển bóng đá quốc gia Vanuatu
Đội tuyển bóng đá quốc gia Vanuatu (tiếng Anh: Vanuatu national football team, tiếng Pháp: équipe du Vanuatu de football) đại diện cho Vanuatu thi đấu ở các giải bóng đá quốc tế nam. Đội tuyển được quản lý bởi Liên đoàn Bóng đá Vanuatu, hiện là thành viên của FIFA và Liên đoàn Bóng đá châu Đại Dương (OFC).

## Lịch sử

### Những năm đầu (1951–2022)
Đội tuyển từng mang tên Tân Hebrides cho đến khi Tân Hebrides trở thành Cộng hòa Vanuatu vào năm 1980. Họ từng xếp hạng tư ở Cúp bóng đá châu Đại Dương vào các năm 1973, 2000 và 2002. Tại Cúp bóng đá châu Đại Dương 2004, Vanuatu gây sốc khi đánh bại New Zealand với tỷ số 4–2, ngăn đội bóng mạnh trong khu vực lọt vào trận chung kết và cơ hội giành vé tham dự FIFA World Cup 2006.
Vanuatu tiếp tục gây bất ngờ tại Đại hội Thể thao Nam Thái Bình Dương 2007 khi loại đội Quần đảo Solomon giành huy chương đồng, đồng thời tiến vào vòng hai vòng loại Cúp các quốc gia OFC và có cơ hội tham gia trận play-off tranh vé dự World Cup 2010 tổ chức tại Nam Phi. Lần gần nhất họ thắng Quần đảo Solomon trước đó là vào năm 1998, kể từ đó phần lớn là những trận thua, ngoại trừ một trận hòa. Tháng 7 năm 2008, Vanuatu đối đầu hai đội tuyển quốc gia Quần đảo Solomon tại Wantok Cup lần đầu tiên tổ chức. Họ thua đội A của Quần đảo Solomon 1–2 nhưng thắng đội B với tỷ số 2–1.

### Sự công nhận cho nỗ lực (2023–nay)
Năm 2023, Vanuatu được mời tham dự Giải Intercontinental Cup 2023 tổ chức tại Ấn Độ, đây là giải đấu đầu tiên của đội ngoài khu vực châu Đại Dương. Trong trận mở màn ngày 9 tháng 6 năm 2023, họ gặp Liban và thua 1–3. Ở trận kế tiếp, Vanuatu nhận bàn thua muộn và thất bại sát nút 0–1 trước chủ nhà Ấn Độ. Ngày 15 tháng 6 năm 2023, Vanuatu có chiến thắng 1–0 trước Mông Cổ, giành 3 điểm và kết thúc giải ở vị trí thứ ba.

### Giải đấu FIFA Series
Năm 2024, FIFA mời Vanuatu tham dự Giải FIFA Series 2024 tổ chức từ ngày 21 đến 26 tháng 3 tại Jeddah, nơi họ đối đầu với Guinea (châu Phi) và Brunei (châu Á). Ngày 21 tháng 3, Vanuatu lần đầu tiên gặp đối thủ đến từ châu Phi là Guinea và thua 0–6.

### Lần đầu tiên vào chung kết khu vực châu Đại Dương
Năm 2024, Vanuatu tiến vào trận chung kết Cúp bóng đá châu Đại Dương lần đầu tiên và về nhì sau khi để thua New Zealand 0–3 vào ngày 30 tháng 6 năm 2024.

## Danh hiệu
- Cúp bóng đá châu Đại Dương:

Á quân: 2024
- Bóng đá nam tại Pacific Games:

 1971
 1966; 2003; 2007

## Thành tích tại các giải đấu

### Giải vô địch bóng đá thế giới
| Vòng chung kết | Vòng chung kết               | Vòng chung kết             | Vòng chung kết             | Vòng chung kết             | Vòng chung kết             | Vòng chung kết             | Vòng chung kết             | Vòng chung kết             | Vòng chung kết             |                            | Vòng loại                  | Vòng loại                  | Vòng loại                  | Vòng loại                  | Vòng loại                  | Vòng loại |
| Năm            | Chủ nhà                      | Kết quả                    | Hạng                       | ST                         | T                          | H                          | B                          | BT                         | BB                         | ST                         | T                          | H                          | B                          | BT                         | BB                         |           |
| -------------- | ---------------------------- | -------------------------- | -------------------------- | -------------------------- | -------------------------- | -------------------------- | -------------------------- | -------------------------- | -------------------------- | -------------------------- | -------------------------- | -------------------------- | -------------------------- | -------------------------- | -------------------------- | --------- |
| 1930 đến 1986  | 1930 đến 1986                | Không phải thành viên FIFA | Không phải thành viên FIFA | Không phải thành viên FIFA | Không phải thành viên FIFA | Không phải thành viên FIFA | Không phải thành viên FIFA | Không phải thành viên FIFA | Không phải thành viên FIFA | Không phải thành viên FIFA | Không phải thành viên FIFA | Không phải thành viên FIFA | Không phải thành viên FIFA | Không phải thành viên FIFA | Không phải thành viên FIFA |           |
| 1990           | Ý                            | Không tham gia             | Không tham gia             | Không tham gia             | Không tham gia             | Không tham gia             | Không tham gia             | Không tham gia             | Không tham gia             | Không tham gia             | Không tham gia             | Không tham gia             | Không tham gia             | Không tham gia             | Không tham gia             |           |
| 1994           | Hoa Kỳ                       | Không vượt qua vòng loại   | Không vượt qua vòng loại   | Không vượt qua vòng loại   | Không vượt qua vòng loại   | Không vượt qua vòng loại   | Không vượt qua vòng loại   | Không vượt qua vòng loại   | Không vượt qua vòng loại   | 4                          | 0                          | 0                          | 4                          | 1                          | 18                         |           |
| 1998           | Pháp                         | Không vượt qua vòng loại   | Không vượt qua vòng loại   | Không vượt qua vòng loại   | Không vượt qua vòng loại   | Không vượt qua vòng loại   | Không vượt qua vòng loại   | Không vượt qua vòng loại   | Không vượt qua vòng loại   | 2                          | 0                          | 1                          | 1                          | 2                          | 3                          |           |
| 2002           | Hàn Quốc Nhật Bản            | Không vượt qua vòng loại   | Không vượt qua vòng loại   | Không vượt qua vòng loại   | Không vượt qua vòng loại   | Không vượt qua vòng loại   | Không vượt qua vòng loại   | Không vượt qua vòng loại   | Không vượt qua vòng loại   | 4                          | 1                          | 0                          | 3                          | 11                         | 21                         |           |
| 2006           | Đức                          | Không vượt qua vòng loại   | Không vượt qua vòng loại   | Không vượt qua vòng loại   | Không vượt qua vòng loại   | Không vượt qua vòng loại   | Không vượt qua vòng loại   | Không vượt qua vòng loại   | Không vượt qua vòng loại   | 9                          | 4                          | 1                          | 4                          | 21                         | 11                         |           |
| 2010           | Nam Phi                      | Không vượt qua vòng loại   | Không vượt qua vòng loại   | Không vượt qua vòng loại   | Không vượt qua vòng loại   | Không vượt qua vòng loại   | Không vượt qua vòng loại   | Không vượt qua vòng loại   | Không vượt qua vòng loại   | 12                         | 5                          | 1                          | 6                          | 30                         | 19                         |           |
| 2014           | Brasil                       | Không vượt qua vòng loại   | Không vượt qua vòng loại   | Không vượt qua vòng loại   | Không vượt qua vòng loại   | Không vượt qua vòng loại   | Không vượt qua vòng loại   | Không vượt qua vòng loại   | Không vượt qua vòng loại   | 3                          | 1                          | 0                          | 2                          | 8                          | 9                          |           |
| 2018           | Nga                          | Không vượt qua vòng loại   | Không vượt qua vòng loại   | Không vượt qua vòng loại   | Không vượt qua vòng loại   | Không vượt qua vòng loại   | Không vượt qua vòng loại   | Không vượt qua vòng loại   | Không vượt qua vòng loại   | 3                          | 1                          | 0                          | 2                          | 3                          | 8                          |           |
| 2022           | Qatar                        | Rút lui                    | Rút lui                    | Rút lui                    | Rút lui                    | Rút lui                    | Rút lui                    | Rút lui                    | Rút lui                    | Rút lui                    | Rút lui                    | Rút lui                    | Rút lui                    | Rút lui                    | Rút lui                    |           |
| 2026           | Canada Mexico Hoa Kỳ         | Không vượt qua vòng loại   | Không vượt qua vòng loại   | Không vượt qua vòng loại   | Không vượt qua vòng loại   | Không vượt qua vòng loại   | Không vượt qua vòng loại   | Không vượt qua vòng loại   | Không vượt qua vòng loại   | 3                          | 1                          | 0                          | 2                          | 5                          | 11                         |           |
| 2030           | Maroc Bồ Đào Nha Tây Ban Nha | Chưa xác định              | Chưa xác định              | Chưa xác định              | Chưa xác định              | Chưa xác định              | Chưa xác định              | Chưa xác định              | Chưa xác định              | Chưa xác định              | Chưa xác định              | Chưa xác định              | Chưa xác định              | Chưa xác định              | Chưa xác định              |           |
| 2034           | Ả Rập Xê Út                  | Chưa xác định              | Chưa xác định              | Chưa xác định              | Chưa xác định              | Chưa xác định              | Chưa xác định              | Chưa xác định              | Chưa xác định              | Chưa xác định              | Chưa xác định              | Chưa xác định              | Chưa xác định              | Chưa xác định              | Chưa xác định              |           |
| Tổng           | Tổng                         |                            | 0/10                       |                            |                            |                            |                            |                            |                            | 40                         | 13                         | 3                          | 24                         | 81                         | 100                        |           |

### Cúp bóng đá châu Đại Dương
| Cúp bóng đá châu Đại Dương | Cúp bóng đá châu Đại Dương | Cúp bóng đá châu Đại Dương | Cúp bóng đá châu Đại Dương | Cúp bóng đá châu Đại Dương | Cúp bóng đá châu Đại Dương | Cúp bóng đá châu Đại Dương | Cúp bóng đá châu Đại Dương | Cúp bóng đá châu Đại Dương |
| Năm                        | Vòng                       | Hạng                       | Tr                         | T                          | H                          | B                          | BT                         | BB                         |
| -------------------------- | -------------------------- | -------------------------- | -------------------------- | -------------------------- | -------------------------- | -------------------------- | -------------------------- | -------------------------- |
| 1973                       | Hạng tư                    | 4th                        | 5                          | 1                          | 1                          | 3                          | 5                          | 10                         |
| 1980                       | Vòng bảng                  | 7th                        | 3                          | 0                          | 0                          | 3                          | 6                          | 9                          |
| 1996                       | Không vượt qua vòng loại   | Không vượt qua vòng loại   | Không vượt qua vòng loại   | Không vượt qua vòng loại   | Không vượt qua vòng loại   | Không vượt qua vòng loại   | Không vượt qua vòng loại   | Không vượt qua vòng loại   |
| 1998                       | Vòng bảng                  | 5th                        | 2                          | 0                          | 0                          | 2                          | 2                          | 13                         |
| 2000                       | Hạng tư                    | 4th                        | 4                          | 1                          | 0                          | 3                          | 5                          | 8                          |
| 2002                       | Hạng tư                    | 4th                        | 5                          | 2                          | 0                          | 3                          | 2                          | 6                          |
| 2004                       | Vòng bảng                  | 6th                        | 5                          | 1                          | 0                          | 4                          | 5                          | 9                          |
| 2008                       | Hạng tư                    | 4th                        | 6                          | 1                          | 1                          | 4                          | 5                          | 13                         |
| 2012                       | Vòng bảng                  | 5th                        | 3                          | 1                          | 0                          | 2                          | 8                          | 9                          |
| 2016                       | Vòng bảng                  | 7th                        | 3                          | 1                          | 0                          | 2                          | 3                          | 8                          |
| 2024                       | Á quân                     | 2nd                        | 4                          | 2                          | 0                          | 2                          | 3                          | 8                          |
| Tổng cộng                  | 1 lần á quân               | 10/11                      | 40                         | 10                         | 2                          | 28                         | 44                         | 93                         |

### Đại hội Thể thao Thái Bình Dương
| Đại hội Thể thao Thái Bình Dương | Đại hội Thể thao Thái Bình Dương | Đại hội Thể thao Thái Bình Dương | Đại hội Thể thao Thái Bình Dương | Đại hội Thể thao Thái Bình Dương | Đại hội Thể thao Thái Bình Dương | Đại hội Thể thao Thái Bình Dương | Đại hội Thể thao Thái Bình Dương | Đại hội Thể thao Thái Bình Dương |
| Năm                              | Vòng                             | Hạng                             | Tr                               | T                                | H                                | B                                | BT                               | BB                               |
| -------------------------------- | -------------------------------- | -------------------------------- | -------------------------------- | -------------------------------- | -------------------------------- | -------------------------------- | -------------------------------- | -------------------------------- |
| 1963                             | Vòng 1                           | 6th                              | 1                                | 0                                | 0                                | 1                                | 3                                | 6                                |
| 1966                             | Hạng ba                          | 3rd                              | 4                                | 1                                | 2                                | 1                                | 9                                | 14                               |
| 1969                             | Vòng bảng                        | 5th                              | 5                                | 1                                | 1                                | 3                                | 13                               | 13                               |
| 1971                             | Á quân                           | 2nd                              | 4                                | 2                                | 1                                | 1                                | 9                                | 12                               |
| 1975                             | Vòng bảng                        | 5th                              | 2                                | 0                                | 0                                | 2                                | 1                                | 6                                |
| 1979                             | Hạng năm                         | 5th                              | 6                                | 4                                | 0                                | 2                                | 19                               | 6                                |
| 1983                             | Vòng bảng                        | 6th                              | 1                                | 0                                | 0                                | 1                                | 0                                | 6                                |
| 1987                             | Hạng tư                          | 4th                              | 6                                | 2                                | 1                                | 3                                | 16                               | 13                               |
| 1991                             | Hạng tư                          | 4th                              | 5                                | 2                                | 0                                | 3                                | 9                                | 8                                |
| 1995                             | Hạng tư                          | 4th                              | 5                                | 2                                | 0                                | 3                                | 10                               | 9                                |
| 2003                             | Hạng ba                          | 3rd                              | 6                                | 3                                | 3                                | 0                                | 23                               | 3                                |
| 2007                             | Hạng ba                          | 3rd                              | 6                                | 4                                | 0                                | 2                                | 25                               | 6                                |
| 2011                             | Vòng bảng                        | 6th                              | 5                                | 4                                | 0                                | 1                                | 18                               | 7                                |
| 2015                             | Vòng bảng                        | 5th                              | 5                                | 2                                | 1                                | 2                                | 51                               | 3                                |
| 2019                             | Vòng bảng                        | 6th                              | 4                                | 2                                | 1                                | 1                                | 25                               | 2                                |
| 2023                             | Hạng tư                          | 4th                              | 4                                | 1                                | 1                                | 2                                | 9                                | 6                                |
| Tổng cộng                        | 14/14                            | 1 lần á quân                     | 65                               | 29                               | 10                               | 26                               | 231                              | 113                              |

## Đội hình
23 cầu thủ sau đã được triệu tập tham dự Giải bóng đá PacificAus Sports Series vào tháng 9 năm 2024.
Số lần khoác áo đội tuyển và số bàn thắng được cập nhật đến ngày 30 tháng 6 năm 2024, sau trận đấu với New Zealand.

| Số | VT | Cầu thủ              | Ngày sinh (tuổi)  | Trận | Bàn | Câu lạc bộ       |
| -- | -- | -------------------- | ----------------- | ---- | --- | ---------------- |
|    | TM | Massing Kalotang     | 26 tháng 8, 2002  | 8    | 0   | Erakor Gold Star |
|    | TM | Anthony Quai         |                   | 0    | 0   | Penama           |
|    | TM | Dick Sablan          | 23 tháng 12, 1996 | 0    | 0   | Ifira Black Bird |
|    |    |                      |                   |      |     |                  |
|    | HV | Michel Coulon        | 3 tháng 12, 1995  | 17   | 1   | Mauriki          |
|    | HV | Timothy Boulet       | 29 tháng 11, 1998 | 15   | 0   | Ifira Black Bird |
|    | HV | Selwym Vatu          | 13 tháng 6, 1998  | 13   | 0   | ABM Galaxy       |
|    | HV | Tasso Jeffrey        | 12 tháng 8, 1998  | 12   | 0   | Western Strikers |
|    | HV | Jacques Wanemut      | 2 tháng 2, 1992   | 4    | 0   | Ifira Black Bird |
|    | HV | Zidane Maguekon      | 3 tháng 6, 2000   | 1    | 0   | Classic          |
|    | HV | Thomas Salemu        |                   | 0    | 0   | Ifira Black Bird |
|    | HV | Joshua Tokio         | 4 tháng 4, 2001   | 0    | 0   | Ifira Black Bird |
|    |    |                      |                   |      |     |                  |
|    | TV | John Alick           | 25 tháng 4, 1991  | 25   | 0   | Solomon Warriors |
|    | TV | John Wohale          | 9 tháng 7, 1997   | 17   | 1   | Ifira Black Bird |
|    | TV | Jared Clark          | 21 tháng 1, 1998  | 8    | 0   | FK Beograd       |
|    | TV | Harry Norman         | 31 tháng 12, 2003 | 8    | 1   | Exe Green Rovers |
|    | TV | Alick Worworbu       | 27 tháng 8, 1997  | 4    | 0   | Yatel            |
|    |    |                      |                   |      |     |                  |
|    | TĐ | Alex Saniel          | 8 tháng 11, 1996  | 23   | 1   | Northern Demons  |
|    | TĐ | Johnathan Spokeyjack | 13 tháng 11, 1998 | 16   | 2   | Ifira Black Bird |
|    | TĐ | Godine Tenene        | 3 tháng 5, 1998   | 16   | 3   | Ifira Black Bird |
|    | TĐ | Tony Kaltak          | 5 tháng 11, 1996  | 16   | 15  | Erakor Gold Star |
|    | TĐ | Jean Kaltak          | 19 tháng 8, 1994  | 8    | 9   | Erakor Gold Star |
|    | TĐ | Tonly Kalotang       | 19 tháng 5, 1997  | 2    | 0   | Ifira Black Bird |
|    | TĐ | Jordy Tasip          | 14 tháng 7, 2000  | 0    | 0   | Ifira Black Bird |

## Thành tình đối đầu
Up to matches played on 15 November 2024.

| Đội                      | ST  | T  | H  | B   | BT  | BB  | HS  | %T     |
| ------------------------ | --- | -- | -- | --- | --- | --- | --- | ------ |
| Samoa thuộc Mỹ           | 4   | 4  | 0  | 0   | 39  | 1   | +38 | 100,00 |
| Úc                       | 4   | 0  | 0  | 4   | 0   | 7   | −7  | 0,00   |
| Brunei                   | 1   | 0  | 0  | 1   | 2   | 3   | −1  | 0,00   |
| Quần đảo Cook            | 1   | 1  | 0  | 0   | 8   | 1   | +7  | 100,00 |
| Estonia                  | 1   | 0  | 0  | 1   | 0   | 1   | −1  | 0,00   |
| Fiji                     | 37  | 11 | 7  | 19  | 41  | 83  | −42 | 29,73  |
| Guam                     | 3   | 3  | 0  | 0   | 14  | 0   | +14 | 100,00 |
| Guinée                   | 1   | 0  | 0  | 1   | 0   | 6   | −6  | 0,00   |
| Ấn Độ                    | 1   | 0  | 0  | 1   | 0   | 1   | −1  | 0,00   |
| Indonesia                | 1   | 0  | 0  | 1   | 0   | 6   | −6  | 0,00   |
| Kiribati                 | 1   | 1  | 0  | 0   | 18  | 0   | +18 | 100,00 |
| Liban                    | 1   | 0  | 0  | 1   | 1   | 3   | −2  | 0,00   |
| Mông Cổ                  | 1   | 1  | 0  | 0   | 1   | 0   | +1  | 100,00 |
| Nouvelle-Calédonie       | 40  | 8  | 7  | 25  | 45  | 101 | −56 | 20,00  |
| New Zealand              | 15  | 1  | 0  | 14  | 11  | 73  | −62 | 6,67   |
| Papua New Guinea         | 23  | 9  | 5  | 9   | 33  | 29  | +4  | 39,13  |
| Samoa                    | 6   | 6  | 0  | 0   | 40  | 2   | +38 | 100,00 |
| Quần đảo Solomon         | 36  | 7  | 7  | 22  | 38  | 78  | −40 | 19,44  |
| Tahiti                   | 26  | 5  | 3  | 18  | 28  | 64  | −36 | 19,23  |
| Tonga                    | 5   | 5  | 0  | 0   | 33  | 2   | +31 | 100,00 |
| Tuvalu                   | 4   | 4  | 0  | 0   | 22  | 1   | +21 | 100,00 |
| Bản mẫu:Country data WAF | 2   | 2  | 0  | 0   | 10  | 1   | +9  | 100,00 |
| Tổng số                  | 214 | 68 | 29 | 117 | 384 | 463 | −79 | 31,78  |

1. ↑  Includes results as Western Samoa.